# Kandidatenturnier der Frauen Toronto 2024

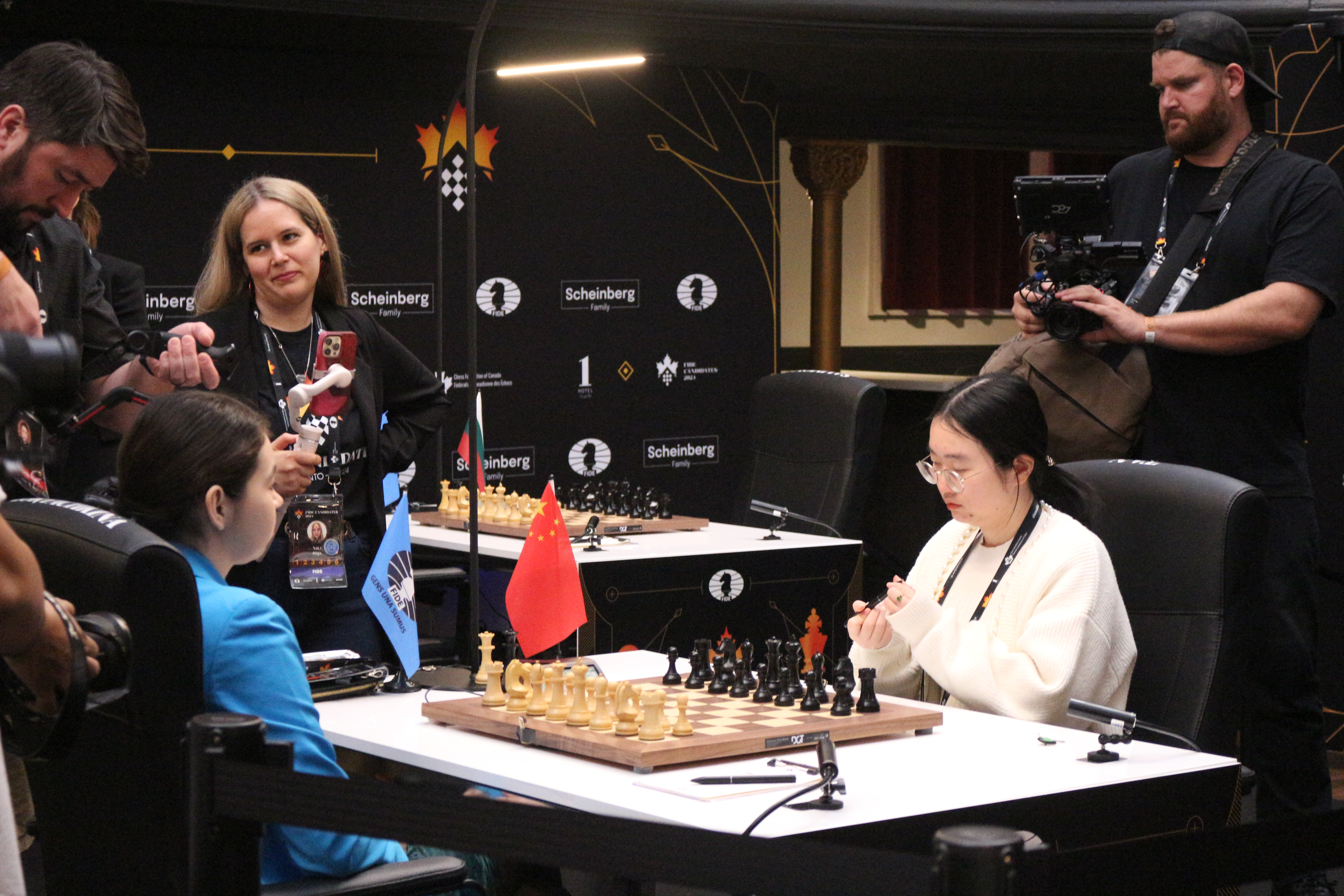
Gorjatschkina – Tan (Runde 7)

Das Kandidatenturnier der Frauen 2024 im kanadischen Toronto war ein im April 2024 ausgetragenes Schachturnier. Als klare Gewinnerin setzte sich Ex-Schachweltmeisterin Tan Zhongyi durch, die sich dadurch als Herausforderin der amtierenden Weltmeisterin Ju Wenjun bei der Schachweltmeisterschaft der Frauen 2025 qualifizierte. Es fand gemeinsam mit dem „offenen“ Kandidatenturnier (für das sich ausschließlich Männer qualifiziert hatten) statt. 

## Teilnehmerinnen
| Qualifiziert als                                                  | Spielerin                 | Alter a | Weltranglistenplatz a | Elo-Zahl a |
| ----------------------------------------------------------------- | ------------------------- | ------- | --------------------- | ---------- |
| Unterlegene der Schachweltmeisterschaft der Frauen 2023           | Lei Tingjie               | 27      | 4                     | 2550       |
| Siegerin des Grand Prix der Frauen 2022–2023                      | Jekaterina Lagno b        | 34      | 6                     | 2542       |
| Zweitplatzierte des Grand Prix der Frauen 2022–2023               | Alexandra Gorjatschkina b | 25      | 3                     | 2553       |
| Zweitplatzierte des Weltpokals der Frauen 2023                    | Nurgjul Salimowa          | 20      | 36                    | 2432       |
| Drittplatzierte des Weltpokals der Frauen 2023                    | Anna Musytschuk           | 34      | 8                     | 2520       |
| Nachrückerin Weltpokal (höchste ELO-Zahl) c                       | K. Humpy                  | 37      | 5                     | 2546       |
| Siegerin des FIDE Grand Swiss Tournament der Frauen 2023          | R. Vaishali               | 22      | 15                    | 2475       |
| Drittplatzierte des FIDE Grand Swiss Tournament der Frauen 2023 d | Tan Zhongyi               | 32      | 7                     | 2521       |

## Modus
Anders als das vorangegangene Turnier, das im  K.-o.-System ausgetragen wurde, handelte es sich wieder um ein Doppelrundenturnier – das bedeutet, dass in 14 Runden jede Teilnehmerin zwei Partien mit vertauschten Farben gegen jede andere Teilnehmerin spielte.
Die Bedenkzeit betrug 90 Minuten für die ersten 40 Züge und 30 Minuten für den Rest der Partie mit einem Inkrement von 30 Sekunden pro Zug, beginnend mit dem ersten Zug.
Wie in Schachturnieren allgemein üblich wurden Siege mit einem Punkt und Remisen mit einem halben Punkt gewertet. Die Spielerin mit den meisten Punkten gewann das Turnier und qualifizierte sich als Herausfordererin für den Weltmeisterschafts-Zweikampf gegen die amtierende Weltmeisterin. Im Falle eines Punktgleichstandes an der Spitze hätte es ein zusätzliches Tie-Break aus Schnellschach- bis hin zu Blitzschachpartien gegeben. Punktgleichstände auf den weiteren Plätzen wurden durch eine Feinwertung, beginnend mit dem Sonneborn-Berger-System, aufgeteilt.

## Zeitplan
Das Turnier wurde am 3. April durch die Eröffnungsfeier begonnen, inklusive der ersten Pressekonferenz. Die ersten Partien wurden am 4. April ausgetragen. Die 14 Runden des Turniers wurden durch regelmäßige Ruhetage unterbrochen, die am 8., 12., 16. und 19. April eingelegt wurden. Am 22. April fand die Abschlussfeier statt. Eventuelle Tie-Breaks wären ebenfalls an diesem Schlusstag ausgespielt worden, wurden jedoch nicht notwendig.

## Ergebnisse
Von den insgesamt 56 Partien endeten 34 remis, 11 mit einem Sieg für Weiß, sowie 11 mit einem Sieg für Schwarz. 12 der 22 entschiedenen Partien wurden in der Rückrunde gespielt. Während Runde 5 nur aus Remisen bestand, fanden alle Spiele in Runde 6 eine Siegerin. Nachdem R. Vaishali von der sechsten bis zur neunten Runde ohne Punktgewinn geblieben war, gewann sie anschließend alle der übrigen fünf Spielrunden.

### Kreuztabelle
| Platz | Spielerin               | Pkt | FW    | TZ | KH | LT | RV | AG | JL | NS | AM |
| ----- | ----------------------- | --- | ----- | -- | -- | -- | -- | -- | -- | -- | -- |
| 1     | Tan Zhongyi             | 9   | 60.5  | —  | ½  | 01 | 1  | ½  | 1½ | ½  | 1½ |
| 2     | K. Humpy                | 7½  | 52.25 | ½  | —  | 01 | 1½ | ½  | ½  | 10 | ½  |
| 3     | Lei Tingjie             | 7½  | 52    | 01 | 01 | —  | 10 | ½1 | ½  | ½  | ½  |
| 4     | R. Vaishali             | 7½  | 47.5  | 0  | ½0 | 10 | —  | 1½ | 01 | 1  | ½1 |
| 5     | Alexandra Gorjatschkina | 7   | 47    | ½  | ½  | 0½ | ½0 | —  | ½  | ½1 | 1½ |
| 6     | Jekaterina Lagno        | 6½  | 45    | ½0 | ½  | ½  | 01 | ½  | —  | ½  | ½  |
| 7     | Nurgjul Salimowa        | 5½  | 39.5  | ½  | 10 | ½  | 0  | 0½ | ½  | —  | ½  |
| 8     | Anna Musytschuk         | 5½  | 38.75 | ½0 | ½  | ½  | 0½ | ½0 | ½  | ½  | —  |

### Rundenübersicht
| 1. Runde, 4. April 2024     |                              |     |
| Alexandra Gorjatschkina     | Jekaterina Lagno             | ½:½ |
| Anna Musytschuk             | Nurgjul Salimowa             | ½:½ |
| Lei Tingjie                 | Tan Zhongyi                  | 0:1 |
| R. Vaishali                 | K. Humpy                     | ½:½ |
| 2. Runde, 5. April 2024     |                              |     |
| Jekaterina Lagno (½)        | K. Humpy (½)                 | ½:½ |
| Tan Zhongyi (1)             | R. Vaishali (½)              | 1:0 |
| Nurgjul Salimowa (½)        | Lei Tingjie (0)              | ½:½ |
| Alexandra Gorjatschkina (½) | Anna Musytschuk (½)          | 1:0 |
| 3. Runde, 6. April 2024     |                              |     |
| Anna Musytschuk (½)         | Jekaterina Lagno (1)         | ½:½ |
| Lei Tingjie (½)             | Alexandra Gorjatschkina (1½) | ½:½ |
| R. Vaishali (½)             | Nurgjul Salimowa (1)         | 1:0 |
| K. Humpy (1)                | Tan Zhongyi (2)              | ½:½ |
| 4. Runde, 7. April 2024     |                              |     |
| Jekaterina Lagno (1½)       | Tan Zhongyi (2½)             | ½:½ |
| Nurgjul Salimowa (1)        | K. Humpy (1½)                | 1:0 |
| Alexandra Gorjatschkina (2) | R. Vaishali (1½)             | ½:½ |
| Anna Musytschuk (1)         | Lei Tingjie (1)              | ½:½ |
| 5. Runde, 9. April 2024     |                              |     |
| Lei Tingjie (1½)            | Jekaterina Lagno (2)         | ½:½ |
| R. Vaishali (2)             | Anna Musytschuk (1½)         | ½:½ |
| K. Humpy (1½)               | Alexandra Gorjatschkina (2½) | ½:½ |
| Tan Zhongyi (3)             | Nurgjul Salimowa (2)         | ½:½ |
| 6. Runde, 10. April 2024    |                              |     |
| R. Vaishali (2½)            | Jekaterina Lagno (2½)        | 0:1 |
| K. Humpy (2)                | Lei Tingjie (2)              | 0:1 |
| Tan Zhongyi (3½)            | Anna Musytschuk (2)          | 1:0 |
| Nurgjul Salimowa (2½)       | Alexandra Gorjatschkina (3)  | 0:1 |
| 7. Runde, 11. April 2024    |                              |     |
| Jekaterina Lagno (3½)       | Nurgjul Salimowa (2½)        | ½:½ |
| Alexandra Gorjatschkina (4) | Tan Zhongyi (4½)             | ½:½ |
| Anna Musytschuk (2)         | K. Humpy (2)                 | ½:½ |
| Lei Tingjie (3)             | R. Vaishali (2½)             | 1:0 |

| 8. Runde, 13. April 2024     |                              |     |
| Jekaterina Lagno (4)         | Alexandra Gorjatschkina (4½) | ½:½ |
| Nurgjul Salimowa (3)         | Anna Musytschuk (2½)         | ½:½ |
| Tan Zhongyi (5)              | Lei Tingjie (4)              | 0:1 |
| K. Humpy (2½)                | R. Vaishali (2½)             | 1:0 |
| 9. Runde, 14. April 2024     |                              |     |
| K. Humpy (3½)                | Jekaterina Lagno (4½)        | ½:½ |
| R. Vaishali (2½)             | Tan Zhongyi (5)              | 0:1 |
| Lei Tingjie (5)              | Nurgjul Salimowa (3½)        | ½:½ |
| Anna Musytschuk (3)          | Alexandra Gorjatschkina (5)  | ½:½ |
| 10. Runde, 15. April 2024    |                              |     |
| Jekaterina Lagno (5)         | Anna Musytschuk (3½)         | ½:½ |
| Alexandra Gorjatschkina (5½) | Lei Tingjie (5½)             | 0:1 |
| Nurgjul Salimowa (4)         | R. Vaishali (2½)             | 0:1 |
| Tan Zhongyi (6)              | K. Humpy (4)                 | ½:½ |
| 11. Runde, 17. April 2024    |                              |     |
| Tan Zhongyi (6½)             | Jekaterina Lagno (5½)        | 1:0 |
| K. Humpy (4½)                | Nurgjul Salimowa (4)         | 1:0 |
| R. Vaishali (3½)             | Alexandra Gorjatschkina (5½) | 1:0 |
| Lei Tingjie (6½)             | Anna Musytschuk (4)          | ½:½ |
| 12. Runde, 18. April 2024    |                              |     |
| Jekaterina Lagno (5½)        | Lei Tingjie (7)              | ½:½ |
| Anna Musytschuk (4½)         | R. Vaishali (4½)             | 0:1 |
| Alexandra Gorjatschkina (5½) | K. Humpy (5½)                | ½:½ |
| Nurgjul Salimowa (4)         | Tan Zhongyi (7½)             | ½:½ |
| 13. Runde, 20. April 2024    |                              |     |
| Nurgjul Salimowa (4½)        | Jekaterina Lagno (6)         | ½:½ |
| Tan Zhongyi (8)              | Alexandra Gorjatschkina (6)  | ½:½ |
| K. Humpy (6)                 | Anna Musytschuk (4½)         | ½:½ |
| R. Vaishali (5½)             | Lei Tingjie (7½)             | 1:0 |
| 14. Runde, 21. April 2024    |                              |     |
| Jekaterina Lagno (6½)        | R. Vaishali (6½)             | 0:1 |
| Lei Tingjie (7½)             | K. Humpy (6½)                | 0:1 |
| Anna Musytschuk (5)          | Tan Zhongyi (8½)             | ½:½ |
| Alexandra Gorjatschkina (6½) | Nurgjul Salimowa (5)         | ½:½ |